# Супкортикална васкуларна деменција
Супкортикална васкуларна деменција (скраћено СКВаД) један је од најбоље дефинисаних медицинских ентитета из области васкуларне деменције. Главни патофизиолшки механизми су исхемијско оштећења мозга, макроваскуларна тромбоемболија, хипоперфузиона хипоксија и микроваскуларна артериосклероза са лакунама и екстензивним променама беле масе или леукоарајозом.

## Етиопатогенеза
Настаје као последица болести малих крвних судова (БМКС), са оклузијом најмањих крвних судова – артериола, величине до 400–500 микрона,и стенозе и оклузије дубоких медуларних артерија, крвних судова који међусобно не формирају анастомозе и стање продужене хипоперфузије можданог ткива, која доводе до настанка лакунарних инфаркта и/или исхемијских лезија беле масе (ЛБМ) у виду изолованих или спојених плажа исхемијских поља, смештених у дубокој белој маси великог мозга, уз мождане коморе или у можданом стаблу, доминантно понсу.
Као последица наведених оштећења односно исхемијских лезија, настаје прекид у паралелним везама од пре фронталног кортекса до базалних ганглија, односно таламокортикалне везе.

### Фактори ризика
Главни фактори ризика су:
- узнапредовала старост,
- хипертензија,
- шећерна болест,
- пушење дувана,
- хиперхомоцистеинемија,
- хиперфибриногенаемија,
- друга стања која могу изазвати хипоперфузију мозга су — опструктивна апнеја у сну, конгестивна срчана инсуфицијенција, срчане аритмије и ортостатска хипотензија.

Генетска основа болести су:
- церебрална аутосомално доминантна артериопатија са субкортикалним инфарктима,
- леукоенцефалопатијом,
- неки облици церебралне амилоидне ангиопатије.

## Клиничка слика
Клиничка слика супкортикалне васкуларне деменција укључује следеће знаке и симптоме:
- моторно и когнитивно успоравање,
- дисегзекутивни синдром,
- заборавност,
- дизартрију,
- измене расположења,
- ургентну микцију и инконтиненцију мокраће,
- ходање ситним корацима.[2]

## Дијагноза
Дијагноза се поставља на основу:
- анамнезе и историје болести,
- клиничке слике,
- неуролошког преглед и
- сликовних тестова пре свега магнетне резонантна ангиографије (која је најчешће пресудна за постављање дијагнозе).[6][7]

## Терапија и превенција
Лечење је симптоматско а превенција захтева контролу фактора ризика који се могу доста успешно лечити. Вазоактивне и неуропротективне терапије су и даље прилично контроверзне.  Користе се ницерголин, винпоцетин, пентоксифилин и пропентофилин.  Остали лекови из ове групе нису показали никакву ефикасност.  
Инхибитори холинестеразе, донепезил, ривастигмин и галантамин, показали су се ефикасним код ВаД.  Мемантин је неконкурентни антагонист глутаматергичних рецептора и користи се у неколико врста деменције.  
Стандардизовани препарат Гинкго билоба ЕГб 761 показао је позитивне ефекте на ВаД.  
Као антиоксидативна терапија дају се витамин Е, ЕГб 761, ликопен, гилињи, витамин Ц, коензим К10.  
У лечењу психозе код пацијената са ВаД користе се атипични неуролептици: рисперидон у малим дозама, оланзапин и други.  Венлафаксин, сертралин, есциталопрам и флуоксетин се користе у лечењу васкуларне деменције са депресијом и васкуларном депресијом.  
Примарна превенција
Примарна превенција се састоји од лечења артеријске хипертензије, примене статина и контроле других фактора ризика. 
Секундарна превенција
Секундарна превенција укључује примену лекова као што су антихипертензиви, статини, ацетилсалицилна киселина, комбинација ацетилсалицилне киселине и дипиридамола, клопидогрел, антикоагулантна терапија, њихове комбинације, каротидна ендартеректомија, стентирање сужених фактора ризика церебралне артерије.

## Прогноза
ВаД је делимично излечива деменција, због чега је потребно добро познавање њене превенције и терапије.
Исхемијска лезија беле мождане масе повећава ризик за настанак спонтаног интрацеребралног крварења, на исти начин као и уколико је болесник на антикоагулантној терапији или прима тромболитичку терапију због акутног исхемијског можданог удара (МУ).